# 北京市监狱管理局清河分局
北京市监狱管理局清河分局是中华人民共和国北京市监狱管理局的分局。该分局辖6所监狱，并设有1个监狱医院，辖区总面积115平方公里，常年押犯占北京市全部押犯一半以上。该分局位于天津市滨海新区茶淀镇。

## 沿革
1949年北平和平解放后，1949年2月25日，新成立的中国人民解放军北平市军事管制委员会贴出布告，限令国民党的军警宪特等人员到指定地点报到。同时在炮局胡同监狱原址成立“清河训练大队”，对前来报到的上述人员进行“强制集训”。至临近1949年10月1日开国大典时，清河训练大队已集中1000余人。 1949年底，中共北京市委发出“不能使大批国民党特务和反动党团骨干分子坐吃闲饭，要通过劳动把他们改造成为自食其力新人”的指示。为解决管训人员不断增多且坐吃闲饭的问题，经请示中央人民政府政务院总理周恩来批准，北京市人民政府和中央人民政府公安部于1949年12月开始筹建清河劳改农场。
1949年11月，受北京市市长聂荣臻的委托，清河训练大队大队长安林（他也曾是国共内战时期中共冀东区北平情报委员会的负责人）来到天津以东当时属于河北省宁河县的被称为茶淀地区的一片30多万亩（100多平方公里）无人开垦的盐碱荒滩。这里位于津山铁路上的茶淀站以西，被蓟运河、曾沽河、金钟河三河环抱，水源充足，交通便利。1949年11月16日，北京市公安局派出先遣队员深入茶淀地区为“清河训练大队”考察选址。1949年12月27日，第一批开赴此地的46名干部、警卫战士、技术人员押解25名敌特分子，开始建设清河农场。
1950年2月24日，北京市地方国营清河农场经中央人民政府政务院批准成立，成为中华人民共和国最早的大型罪犯改造场所。 安林成为该农场首任场长。 该农场隶属于北京市公安局。北京市财政局批了2000万斤（一说2400万斤）小米，以贷款的形式作为该农场的开办费。截至1951年3月，该农场建立了8处新村，盖了2200余间房屋，修了13座桥，设了2座电力扬水站，挖渠150余万土方，全农场安装了电话、电灯；农场场部以下设有科室4个，大队6个；农场设有运输队、工程队、医务所、化验室、文教队、机电组；油印出版了内部刊物《改造园地》；开办了砖厂、草袋厂、碾米厂；开荒共7000亩，收获水稻260万斤。此后该农场增加了开荒和插秧面积，并开办了饲养鸡、鸭、猪、牛、兔等副业。
建场初期，条件十分艰苦。农场干警和被改造人员同吃同住，合作搭席棚子作为住处。搭好的棚子也很难住，大风不停地从席子之间的缝子往棚子里吹。劳改干部多数出身贫寒，没有文化。农场工作人员卢凤来说，
当时我们属于北京市公安局五处，因为没文化，被人称为“傻老五”。
而被改造人员却有许多是官绅子弟，甚至是大学生。后来曾任清河农场副场长的王根福说，
说实在的，因为咱们掌握政权了，所以才管教他们，要是论文化，咱比不了人家。
农场因势利导，公开宣布“改造态度、表现好坏，出勤与劳动工效高低，是决定将来对其量刑轻重的条件之一”，调动了被改造人员的积极性，使这些有知识有文化的被改造人员积极发挥知识技能，建设农场。如据农场工作人员卢凤来说，
渠道设计得相当科学，有的是自己设计的，有的是请苏联专家设计的，也有的是被改造的反革命分子设计实施的。
1950年3月，农场先后挫败了原军统兴安站少将站长冯兰亭和原军统塘大分局局长杜锡进分别组织的越狱密谋。1950年7月12日，清河农场举行首次全场宣判大会，北京市军事管制委员会军法处对440名国民党特务宣判了劳动年限，刑期从五年到半年不等。此后在镇压反革命运动中，该农场部分罪犯被押解进京镇压。
到1951年6月，清河农场已收押5000多名反革命分子。1951年6月29日，为迎接中国共产党成立30周年，清河农场全体党员给中国共产党中央委员会主席毛泽东写信汇报建场成果。毛泽东委托中共中央办公厅秘书处回信，肯定了他们的建场成绩。1955年底，清河农场还清了所有贷款，并实现了自给有余，成为“以农为主，农、林、牧、副、渔综合发展的大型谷物劳改农场”。
1957年，清河农场首次分五批接收了3000多名右派分子执行改造。 此后该农场最多时可分出包括“留场就业人员”（刑满释放后户口落在农场当合同工的原服刑人员）、“干部职工家属子女”、“就业人员家属子女”等在内的九种不同成分的人。原清河农场教育改造处处长崔乃贵说，
那个时候，我们一度被戏称为“清河国”。
大跃进及三年困难时期使该农场犯人的粮食定量大减，从1957年底开始，该农场每名犯人的每月定量由45斤降至21斤。犯人只好补充豆秆、榆树皮、稻草等不同种类可以粉碎的植物根茎作为代食品。
文化大革命开始后，1967年1月，北京政法学院的造反派到清河农场夺权，成立了“革命办公室”，对清河农场领导挨个进行批斗。1967年2月19日，中国人民解放军北京市公安局军事管制委员会接管了清河农场党政权力，农场内每个分场均派驻一名军代表。在“砸烂公检法”的方针指导下，此后一年多内，军代表在清河农场揪出现行反革命134人，其中清河农场干部84人，工人50人。这些人被揪斗、关押，其中有的被迫害致死，有的被遣送回乡或下放农村。整个文革时期，清河农场有530名在职干警受到不同程度的冲击。
1969年，林副主席指示第一号令下达，军代表对清河农场所管人员及其家属进行战备疏散，在短短38天内便将一万三千多人分别疏散到河北、山西等25个省、自治区，造成1969年该农场实有犯人仅2人，无劳动教养人员。1970年，该农场实有犯人降至0人。大多数劳改干警在这一时期也被遣散到北京市周边区县劳动，直到1976年他们才逐步调回农场。文化大革命时期，北京监狱数量大幅下降，至1971年，只保留有北京市监狱、清河农场和北京市延庆监狱。
文化大革命结束后，1979年，《中华人民共和国刑法》颁布实施，此后清河农场改为主要收押刑事犯。清河农场改隶属北京市劳改局。1980年代初在严打中被判刑的许多北京刑事犯被押往该农场改造。北京市监狱管理局清河分局政委王金亮说，
当时的老监舍围墙只有2.2米。1996年，一夜大风就吹倒了一大片围墙。条件可想而知。
由于看管条件不佳，犯人越狱的危险极大，有的犯人偷偷挖掘的地道已经到达大墙之外。1980年代，上级对该农场的要求也降低到“收得下，管得住，跑不了”。1983年农场将700多名犯人遣送至青海西宁，将720名犯人遣送至新疆，以减少在押犯数量。
在改革开放中，清河农场与北京市东城区人民检察院、门头沟区政协签订了“帮教协议”，两单位负责帮助安置、教育该农场刑满释放人员，使他们不再重新违法犯罪。这一举措获得了时任北京市劳改局局长魏相如的支持下。1988年7月7日，魏相如邀请中共北京市委书记、北京市市长和司法部部长到全国政协礼堂参加了北京市十八个区县与北京市劳改局签订“帮教安置协议”仪式。此后司法部将这种模式称为“北京模式”，并将该办法推广到中华人民共和国全国。
1990年代初，因劳改机关财政困难，清河农场干警的每月工资不得不迟发一个季度。清河农场机关甚至曾连续五个月无法下发工资。这是因为当时劳改机关经费开支中，国家只负责一半，另一半要靠劳改机关自己想办法；而该时期清河农场以农业为主要产业，农场的工厂企业因经营不善濒于破产，清河农场不得不通过来料加工维持生计。当时清河农场所有监区都在对外联系来料加工项目，全体监狱长都一心扑在生产上，努力为干警的工资奖金、犯人的饮食所需经费进行创收。这也是当时北京市各监狱的普遍情况。根据北京市监狱管理局的统计，当时一个监狱最多的一年可承揽100多个项目，高峰时北京市监狱系统内同时在各监狱进行的项目竟达90多个。
经费困境和外出生产导致犯人不断越狱。王金亮说，“90年代中期以前，清河农场一年跑十多个犯人是常事儿。”整个1990年代前半期，抓逃成了该农场的首要任务。犯人不断出逃，监狱干警频频申请调走成为当时该农场的常态。
1993年12月7日，中共北京市委、北京市人民政府在北京市监狱管理局召开了关于解决监狱系统困难的现场办公会议，时称“12·7”会议。会议决定“将监狱机关纳入国家行政机关序列，将监狱经费纳入市财政预算体系。”1994年《中华人民共和国监狱法》颁布实施，“劳改”被正式取消。清河农场转型为监狱。《监狱法》规定：
国家保障监狱改造罪犯所需经费。监狱的人民警察经费、罪犯改造经费、罪犯生活费、狱政设施经费及其他专项经费，列入国家预算。国家提供罪犯劳动必需的生产设施和生产经费。
自此清河农场的经费得到国家保障。
1990年代末起，司法部提出建立现代化文明监狱，清河分局为此对监狱布局进行了大规模调整，监狱改扩建工程得以实施。清河分局监狱布局的调整到2004年8月基本完成，原来的16所监狱被合并搬迁为6所监狱。

## 构成

### 柳林监狱
北京市监狱管理局清河分局柳林监狱是在2001年11月20日由原北京市监狱管理局清河分局茶南监狱、北京市监狱管理局清河分局柳河监狱、北京市监狱管理局清河分局柳林监狱合并组建而成。该监狱位于清河分局的东南部，占地共261亩，建筑面积达248亩，押犯容量1800余人，现有干警380余名。

### 金钟监狱
北京市监狱管理局清河分局金钟监狱以金钟河而得名。驾车经津汉公路（汉沽方向）过永和大桥即可到该监狱。该监狱关押的是患有严重传染病的犯人，如艾滋病、梅毒、肺结核、肝炎患者。该监狱也是清河分局唯一既有治疗功能又有改造功能的监狱。该监狱也是截至2010年北京唯一一所传染病犯人监狱。其前身是1980年代的清河农场十五分场。1998年，该监狱进行了改扩建，成为清河分局第一所非平房的楼式监狱，也是清河分局当时硬件设施最先进的监狱。2001年8月2日，该监狱七分监区开始收押艾滋病犯人。

### 前进监狱
北京市监狱管理局清河分局前进监狱是2001年11月20日由原北京市监狱管理局清河分局前进监狱、北京市监狱管理局清河分局前卫监狱、北京市监狱管理局清河分局永河监狱合并而成。该监狱位于天津市宁河县境内津汉公路49公里处。该监狱监区的占地面积达到420亩，监狱内的总建筑面积达20594平方米，设计关押能力2000人。

### 潮白监狱
北京市监狱管理局清河分局潮白监狱因潮白河而得名。2005年6月，该监狱成为北京市监狱管理局分级管理试点单位。2007年10月，该监狱正式转为科学分类试点单位。按照科学分类，监狱根据罪犯的危险程度，将罪犯分为高度戒备、中度戒备和轻度戒备。

### 清园监狱
北京市监狱管理局清河分局清园监狱是于1996年由原"清河劳改总队十二支队"更名。2002年，该监狱获得北京市投资7000万元进行改扩建。该监狱主要负责届临出监罪犯的改造，通过出监、常规、集训三种管理模式，对届临出监罪犯进行创业培训、就业指导、职业训练及拓展训练。

### 垦华监狱
北京市监狱管理局清河分局垦华监狱位于清河分局中部。该监狱的迁建工程（一期）于2008年11月6日举行了开工奠基仪式。该监狱设计为高度戒备等级监狱，是北京市监狱管理局的重点工程。

### 分局医院
北京市监狱管理局清河分局医院原名“北京市监狱管理局清河农场医院”。该医院地址在津山铁路茶淀站清河农场五科西街。

## 著名囚犯
- 迟志强
- 谢东
- 郭文思